# Élections législatives de 2017 dans l'Aveyron
Les élections législatives françaises de 2017 se sont déroulées les 11 et 18 juin 2017. Dans le département de l'Aveyron, trois députés sont à élire dans le cadre de trois circonscriptions.

## Élus
| Circonscription                                 | Député sortant    | Parti | Parti | Député élu ou réélu | Parti | Parti |
| ----------------------------------------------- | ----------------- | ----- | ----- | ------------------- | ----- | ----- |
| 1re                                             | Yves Censi        |       | LR    | Stéphane Mazars     |       | LREM  |
| 2e                                              | Marie-Lou Marcel* |       | PS    | Anne Blanc          |       | LREM  |
| 3e                                              | Arnaud Viala      |       | LR    | Arnaud Viala        |       | LR    |
| * député sortant ne se représentant pas en 2017 |                   |       |       |                     |       |       |

## Rappel des résultats départementaux des élections de 2012
| Parti          | Parti                             | Premier tour | Premier tour | Second tour | Second tour | Sièges |
| Parti          | Parti                             | Voix         | %            | Voix        | %           | Sièges |
| -------------- | --------------------------------- | ------------ | ------------ | ----------- | ----------- | ------ |
|                | Union pour un mouvement populaire | 49 659       | 35,31        | 65 071      | 47,32       | 2      |
|                | Divers droite dont DLR, PCD       | 3 578        | 2,54         |             |             | 0      |
|                | Parti radical                     | 1 654        | 1,18         | 0           |             |        |
|                | Droite parlementaire              | 54 891       | 39,03        | 65 071      | 47,32       | 2      |
|                |                                   |              |              |             |             |        |
|                | Parti socialiste                  | 36 270       | 25,79        | 36 808      | 48,77       | 1      |
|                | Europe Écologie Les Verts         | 13 277       | 9,44         | 21 302      | 15,49       | 0      |
|                | Divers gauche dont MRC            | 7 213        | 5,13         |             |             | 0      |
|                | Parti radical de gauche           | 6 938        | 4,93         | 0           |             |        |
|                | Majorité présidentielle           | 63 698       | 45,29        | 72 436      | 52,68       | 1      |
|                |                                   |              |              |             |             |        |
|                | Front national                    | 11 415       | 8,12         |             |             | 0      |
|                | Front de gauche                   | 8 303        | 5,90         | 0           |             |        |
|                | Extrême gauche dont LO et NPA     | 1 338        | 0,95         | 0           |             |        |
|                | Alliance écologiste indépendante  | 820          | 0,58         | 0           |             |        |
|                | Régionaliste                      | 189          | 0,13         | 0           |             |        |
|                |                                   |              |              |             |             |        |
| Inscrits       | Inscrits                          | 217 957      | 100,00       | 217 960     | 100,00      | 3      |
| Abstentions    | Abstentions                       | 74 289       | 34,08        | 75 563      | 34,67       |        |
| Votants        | Votants                           | 143 668      | 65,92        | 142 397     | 65,33       |        |
| Blancs et nuls | Blancs et nuls                    | 3 014        | 2,1          | 4 890       | 3,43        |        |
| Exprimés       | Exprimés                          | 140 654      | 97,9         | 137 507     | 96,57       |        |

## Résultats de l'élection présidentielle de 2017 par circonscription
| Circonscription | 1er tour | 1er tour | 1er tour | 1er tour  |         | 2d tour | 2d tour |
| Circonscription | Macron   | Le Pen   | Fillon   | Mélenchon | Macron  | Le Pen  |         |
| --------------- | -------- | -------- | -------- | --------- | ------- | ------- | ------- |
| Circonscription |          |          |          |           |         |         |         |
| 1re             | 26,84 %  | 14,87 %  | 24,13 %  | 17,13 %   | 74,95 % | 25,05 % |         |
| 2e              | 26,58 %  | 15,82 %  | 17,94 %  | 22,05 %   | 73,5 %  | 26,5 %  |         |
| 3e              | 24,02 %  | 18 %     | 19,89 %  | 20,05 %   | 69,81 % | 30,19 % |         |

## Résultats

### Résultats à l'échelle du département
|                                             |                           |                           |                           |                          |                          |
|                                             |                           | Premier tour 11 juin 2017 | Premier tour 11 juin 2017 | Second tour 18 juin 2017 | Second tour 18 juin 2017 |
|                                             |                           |                           |                           |                          |                          |
|                                             |                           | Nombre                    | % des inscrits            | Nombre                   | % des inscrits           |
| Inscrits                                    | Inscrits                  | 218 024                   | 100,00                    | 218 001                  | 100,00                   |
| Abstentions                                 | Abstentions               | 90 756                    | 41,63                     | 116 148                  | 53,28                    |
| Votants                                     | Votants                   | 127 268                   | 58,37                     | 101 853                  | 46,72                    |
|                                             |                           |                           | % des votants             |                          | % des votants            |
| Bulletins blancs                            | Bulletins blancs          | 2 116                     | 1,66                      | 10 783                   | 10,59                    |
| Bulletins nuls                              | Bulletins nuls            | 1 163                     | 0,91                      | 4 682                    | 4,60                     |
| Suffrages exprimés                          | Suffrages exprimés        | 123 989                   | 97,42                     | 86 388                   | 84,82                    |
|                                             |                           |                           |                           |                          |                          |
| Étiquette politique                         | Étiquette politique       | Voix                      | % des exprimés            | Voix                     | % des exprimés           |
|                                             |                           |                           |                           |                          |                          |
|                                             | La République en marche   | 48 646                    | 39,23                     | 53 679                   | 62,14                    |
|                                             | Les Républicains          | 32 558                    | 26,26                     | 32 709                   | 37,86                    |
|                                             | La France insoumise       | 16 358                    | 13,19                     |                          |                          |
|                                             | Front national            | 9 920                     | 8,00                      |                          |                          |
|                                             | Parti socialiste          | 8 136                     | 6,56                      |                          |                          |
|                                             | Écologiste                | 3 551                     | 2,86                      |                          |                          |
|                                             | Parti communiste français | 1 923                     | 1,55                      |                          |                          |
|                                             | Divers gauche             | 1 062                     | 0,86                      |                          |                          |
|                                             | Extrême gauche            | 747                       | 0,60                      |                          |                          |
|                                             | Divers                    | 623                       | 0,50                      |                          |                          |
|                                             | Debout la France          | 465                       | 0,38                      |                          |                          |
| Source : Ministère de l'Intérieur - Aveyron |                           |                           |                           |                          |                          |

### Résultats par circonscription

#### Première circonscription
Député sortant : Yves Censi (Les Républicains).
|                                                                           |                                                                                     |                           |                           |                          |                          |
|                                                                           |                                                                                     | Premier tour 11 juin 2017 | Premier tour 11 juin 2017 | Second tour 18 juin 2017 | Second tour 18 juin 2017 |
|                                                                           |                                                                                     |                           |                           |                          |                          |
|                                                                           |                                                                                     | Nombre                    | % des inscrits            | Nombre                   | % des inscrits           |
| Inscrits                                                                  | Inscrits                                                                            | 76 414                    | 100,00                    | 76 404                   | 100,00                   |
| Abstentions                                                               | Abstentions                                                                         | 31 931                    | 41,79                     | 37 616                   | 49,23                    |
| Votants                                                                   | Votants                                                                             | 44 483                    | 58,21                     | 38 788                   | 50,77                    |
|                                                                           |                                                                                     |                           | % des votants             |                          | % des votants            |
| Bulletins blancs                                                          | Bulletins blancs                                                                    | 695                       | 1,56                      | 2 550                    | 6,57                     |
| Bulletins nuls                                                            | Bulletins nuls                                                                      | 317                       | 0,71                      | 1 258                    | 3,24                     |
| Suffrages exprimés                                                        | Suffrages exprimés                                                                  | 43 471                    | 97,72                     | 34 980                   | 90,18                    |
|                                                                           |                                                                                     |                           |                           |                          |                          |
| Candidat Étiquette politique (partis et alliances)                        | Candidat Étiquette politique (partis et alliances)                                  | Voix                      | % des exprimés            | Voix                     | % des exprimés           |
|                                                                           |                                                                                     |                           |                           |                          |                          |
|                                                                           | Stéphane Mazars La République en marche                                             | 19 962                    | 45,92                     | 23 217                   | 66,37                    |
|                                                                           | Yves Censi (député sortant) Les Républicains (Union des démocrates et indépendants) | 9 923                     | 22,83                     | 11 763                   | 33,63                    |
|                                                                           | Pierre Defontaines La France insoumise                                              | 4 756                     | 10,94                     |                          |                          |
|                                                                           | Sarah Vidal Parti socialiste                                                        | 3 569                     | 8,21                      |                          |                          |
|                                                                           | Matthieu Danen Front national                                                       | 3 232                     | 7,43                      |                          |                          |
|                                                                           | Christian Lammens Europe Écologie Les Verts                                         | 937                       | 2,16                      |                          |                          |
|                                                                           | Anne Minier Parti communiste français                                               | 367                       | 0,84                      |                          |                          |
|                                                                           | Michel Raynal Confédération pour l'homme, l'animal et la planète                    | 335                       | 0,77                      |                          |                          |
|                                                                           | Valérie Vagner Union populaire républicaine                                         | 202                       | 0,46                      |                          |                          |
|                                                                           | Arlette Saint-Avit Lutte ouvrière                                                   | 188                       | 0,43                      |                          |                          |
| Source : Ministère de l'Intérieur - Première circonscription de l'Aveyron |                                                                                     |                           |                           |                          |                          |

#### Deuxième circonscription
Député sortant : Marie-Lou Marcel (Parti socialiste).
|                                                                           |                                                                  |                           |                           |                          |                          |
|                                                                           |                                                                  | Premier tour 11 juin 2017 | Premier tour 11 juin 2017 | Second tour 18 juin 2017 | Second tour 18 juin 2017 |
|                                                                           |                                                                  |                           |                           |                          |                          |
|                                                                           |                                                                  | Nombre                    | % des inscrits            | Nombre                   | % des inscrits           |
| Inscrits                                                                  | Inscrits                                                         | 69 771                    | 100,00                    | 69 769                   | 100,00                   |
| Abstentions                                                               | Abstentions                                                      | 28 575                    | 40,96                     | 46 063                   | 66,02                    |
| Votants                                                                   | Votants                                                          | 41 196                    | 59,04                     | 23 706                   | 33,98                    |
|                                                                           |                                                                  |                           | % des votants             |                          | % des votants            |
| Bulletins blancs                                                          | Bulletins blancs                                                 | 655                       | 1,59                      | 5 629                    | 23,75                    |
| Bulletins nuls                                                            | Bulletins nuls                                                   | 344                       | 0,84                      | 2 064                    | 8,71                     |
| Suffrages exprimés                                                        | Suffrages exprimés                                               | 40 197                    | 97,58                     | 16 013                   | 67,55                    |
|                                                                           |                                                                  |                           |                           |                          |                          |
| Candidat Étiquette politique (partis et alliances)                        | Candidat Étiquette politique (partis et alliances)               | Voix                      | % des exprimés            | Voix                     | % des exprimés           |
|                                                                           |                                                                  |                           |                           |                          |                          |
|                                                                           | Anne Blanc La République en marche                               | 15 563                    | 38,72                     | 16 013                   | 100,00                   |
|                                                                           | André At Les Républicains (Union des démocrates et indépendants) | 8 110                     | 20,18                     |                          |                          |
|                                                                           | Pascal Mazet La France insoumise                                 | 6 478                     | 16,12                     |                          |                          |
|                                                                           | Bertrand Cavalerie Parti socialiste                              | 4 567                     | 11,36                     |                          |                          |
|                                                                           | Bruno Leleu Front national                                       | 3 212                     | 7,99                      |                          |                          |
|                                                                           | Guy Pezet Europe Écologie Les Verts                              | 1 750                     | 4,35                      |                          |                          |
|                                                                           | Philippe Molinié Lutte ouvrière                                  | 274                       | 0,68                      |                          |                          |
|                                                                           | Juliette Goudin Union populaire républicaine                     | 243                       | 0,60                      |                          |                          |
| Source : Ministère de l'Intérieur - Deuxième circonscription de l'Aveyron |                                                                  |                           |                           |                          |                          |

#### Troisième circonscription
Député sortant : Arnaud Viala (Les Républicains).
|                                                                            |                                                                                       |                           |                           |                          |                          |
|                                                                            |                                                                                       | Premier tour 11 juin 2017 | Premier tour 11 juin 2017 | Second tour 18 juin 2017 | Second tour 18 juin 2017 |
|                                                                            |                                                                                       |                           |                           |                          |                          |
|                                                                            |                                                                                       | Nombre                    | % des inscrits            | Nombre                   | % des inscrits           |
| Inscrits                                                                   | Inscrits                                                                              | 71 827                    | 100,00                    | 71 816                   | 100,00                   |
| Abstentions                                                                | Abstentions                                                                           | 30 238                    | 42,10                     | 32 469                   | 45,21                    |
| Votants                                                                    | Votants                                                                               | 41 589                    | 57,90                     | 39 347                   | 54,79                    |
|                                                                            |                                                                                       |                           | % des votants             |                          | % des votants            |
| Bulletins blancs                                                           | Bulletins blancs                                                                      | 829                       | 1,99                      | 2 604                    | 6,62                     |
| Bulletins nuls                                                             | Bulletins nuls                                                                        | 438                       | 1,05                      | 1 360                    | 3,46                     |
| Suffrages exprimés                                                         | Suffrages exprimés                                                                    | 40 322                    | 96,95                     | 35 383                   | 89,93                    |
|                                                                            |                                                                                       |                           |                           |                          |                          |
| Candidat Étiquette politique (partis et alliances)                         | Candidat Étiquette politique (partis et alliances)                                    | Voix                      | % des exprimés            | Voix                     | % des exprimés           |
|                                                                            |                                                                                       |                           |                           |                          |                          |
|                                                                            | Arnaud Viala (député sortant) Les Républicains (Union des démocrates et indépendants) | 14 525                    | 36,02                     | 20 934                   | 59,16                    |
|                                                                            | Jean-Louis Austruy La République en marche                                            | 13 122                    | 32,54                     | 14 449                   | 40,84                    |
|                                                                            | Catherine Laur La France insoumise                                                    | 5 124                     | 12,71                     |                          |                          |
|                                                                            | Muriel Abriac Front national                                                          | 3 476                     | 8,62                      |                          |                          |
|                                                                            | Sophie Tarroux Parti communiste français (Front de gauche)                            | 1 556                     | 3,86                      |                          |                          |
|                                                                            | Régina Garcini Nouvelle Donne (Europe Écologie Les Verts)                             | 1 062                     | 2,63                      |                          |                          |
|                                                                            | Thierry Noël Parti pour la décroissance                                               | 529                       | 1,31                      |                          |                          |
|                                                                            | Henri Temple Debout la France                                                         | 465                       | 1,15                      |                          |                          |
|                                                                            | Bernard Combes Lutte ouvrière                                                         | 285                       | 0,71                      |                          |                          |
|                                                                            | Bruno Pacchiele Union populaire républicaine                                          | 178                       | 0,44                      |                          |                          |
| Source : Ministère de l'Intérieur - Troisième circonscription de l'Aveyron |                                                                                       |                           |                           |                          |                          |